# سارا ويلر
سارا ويلر (بالإنجليزية: Sara Wheeler)‏ هي مؤلفة وصحفية وكاتِبة بريطانية، ولدت في 20 مارس 1961 في برستل في المملكة المتحدة.